# Umkhonto we Sizwe
Umkhonto we Sizwe (xh. wym.: [um̩ˈkʰonto we ˈsizwe], pl. Włócznia Narodu, ang. Spear of the Nation, skrót. MK) – południowoafrykańska organizacja paramilitarna i terrorystyczna, zbrojne skrzydło Afrykańskiego Kongresu Narodowego (ANC) do wykonywania aktów sabotażu na organach rządowych i obrony ludności represjonowanej w czasie apartheidu. Działała w latach 1961–1994.

## Podłoże działalności
W 1948 władzę w kraju zdobyła nacjonalistyczna Partia Narodowa, która, zgodnie ze swoim programem, zaczęła realizację projektu „osobnego rozwoju” ras zamieszkujących Południową Afrykę, czyli apartheidu. W tej sytuacji ANC zdecydował się odejść od form obrony praw ludności czarnej i kolorowej w ramach obowiązującego prawa i rozpoczął akcję obywatelskiego nieposłuszeństwa. W Karcie Wolności, uchwalonej na kongresie organizacji antysegregacjonistycznych w 1955, sformułowano konkretny cel ich działania:
My, Naród Południowej Afryki, deklarujemy całemu naszemu krajowi i światu, że Południowa Afryka należy do wszystkich tych, którzy w niej żyją, czarnych i białych, i że żaden rząd nie może rościć sobie prawa bycia legalną władzą, o ile nie opiera się na woli narodu; że nasz naród został pozbawiony przyrodzonego prawa do ziemi, wolności i pokoju przez rząd oparty na niesprawiedliwości i nierówności; że tylko demokratyczne państwo, oparte na woli narodu, może zapewnić wszystkim ich przyrodzone prawa bez względu na różnice koloru, rasy, płci, religii; i dlatego my, naród Południowej Afryki, czarni i biali razem jako równi sobie obywatele i bracia, przyjmujemy tę Kartę Wolności; i zobowiązujemy się dążyć wspólnie, nie szczędząc wysiłku i odwagi, dopóki określone tu przemiany demokratyczne nie zostaną dokonane.
Władze jednak nadal ograniczały wolności obywatelskie niebiałych mieszkańców kraju. Gdy 21 marca 1960 w Sharpville wybuchły pokojowe demonstracje, policja zaczęła strzelać do manifestantów: zginęło 67 osób. Wtedy to organizacje opozycyjne uznały, że pokojowe metody walki z apartheidem są nieskuteczne.

## Działalność
Pod wpływem młodych działaczy, m.in. Olivera Tambo i Nelsona Mandeli, zaczęto tworzenie zbrojnego skrzydła partii. 16 grudnia 1961 wydano jego manifest pt. Umkhonto we Sizwe (zbrojne skrzydło Afrykańskiego Kongresu Narodowego): jesteśmy na wojnie! Nelson Mandela cytował go w swojej mowie obronnej w czasie tzw. procesu Rivonii w kwietniu 1964:
My, działacze Umkhonto we Sizwe, zawsze dążyliśmy do wyzwolenia [ludu] bez przelewu krwi i wojny domowej. Nawet w tej późnej, być może ostatniej godzinie mamy nadzieję, że już pierwsze akcje, jakie zamierzamy przedsięwziąć, uświadomią wszystkim, do jak katastrofalnej sytuacji prowadzi obecna polityka władz. Mamy nadzieję, że uda nam się skłonić do opamiętania rząd i jego zwolenników, tak by zdołali oni przeformułować swoją politykę, nim sprawy zajdą zbyt daleko, nim staniemy w obliczu wojny domowej.
Struktura organizacyjna MK oparta została na strukturze Irgunu i składała się z:
- Dowództwa Krajowego (ang. National High Command), które odpowiadała za werbunek i szkolenie członków,ogólny dobór celów taktycznych oraz stronę finansową i zaopatrzeniową działalności
- Dowództw Regionalnych (ang. Regional Commands), kierującymi akcjami sabotażu w terenie[2].

Siedziba MK znajdowała się na przedmieściach Johannesburga, w Rivonii.
Pierwsze akcje sabotażowe przeprowadzono jeszcze w dniu ogłoszenia manifestu. Początkowo atakowano budynki rządowe po godzinach pracy. Wobec takiego rozwoju wypadków, podjęto decyzję o zaaresztowaniu jej głównych działaczy, w tym Waltera Sisulu (Nelson Mandela był już wówczas w więzieniu). Osądzono ich w procesie Rivonii, w czasie którego skazano ich na długoletnie kary więzienia. W tej sytuacji aktywność MK zmalała, a ona sama sprzymierzyła się z innymi organizacjami narodowowyzwoleńczymi w tej części Afryki: SWAPO w Afryce Południowo-Zachodniej, FRELIMO w Mozambiku oraz ZANU w Rodezji Południowej i wraz z nimi chciała zakończyć dominację białych w południowej Afryce. MK rekrutowało się wówczas przede wszystkim z uchodźców z RPA. Narastająca ich liczba umożliwiła w połowie lat 70. MK powrót do walki z apartheidem. Zaczęto atakować czułe punkty struktury gospodarczej i politycznej kraju – zniszczono zakłady przeróbki węgla kamiennego na ropę naftową w Sasolburgu oraz podłożono ładunki wybuchowe koło siedziby Południowoafrykańskich Sił Powietrznych na Church Street w Pretorii. Nasilenie się działalności Umkhonto w latach 80. doprowadziło do powolnej zmiany polityki rządu Pietera W. Bothy w kierunku „kontrolowanego osłabienia barier rasowych”, a jednocześnie wprowadzenie stanu wyjątkowego w 1986 Umkhonto było również wykorzystywane przez ANC do walki z zuluską Partią Wolności Inkhata. Wobec demontażu polityki segregacji rasowej przez Frederika W. de Klerka, MK w 1990 zakończyło działalność zbrojną. W 1994 zostało zintegrowane w SANDF.
Według statystyk policji, na skutek militarnej działalności Umkhonto we Swize między 1976 a 1986 zginęło około 130 osób, z czego 100 cywilów.